# Eriococcus williamsi
Eriococcus williamsi är en insektsart som beskrevs av Danzig 1987. Eriococcus williamsi ingår i släktet Eriococcus och familjen filtsköldlöss. Inga underarter finns listade i Catalogue of Life.